# Bézancourt
Bézancourt település Franciaországban, Seine-Maritime megyében. Lakosainak száma 362 fő (2022. január 1.). Bézancourt Bézu-la-Forêt, Bosquentin, Fleury-la-Forêt, Beauvoir-en-Lyons, Bosc-Hyons, La Feuillie és Montroty községekkel határos.

## Népesség
A település népességének változása:
| Lakosok száma | 342  | 347  | 359  | 352  | 354  | 357  | 360  | 360  | 362  |
|               | 2013 | 2015 | 2016 | 2017 | 2018 | 2019 | 2020 | 2021 | 2022 |